# Zwyczajni niezwyczajni
Zwyczajni niezwyczajni - program emitowany w latach 90. w TVP1 pokazujący zwykłych przypadkowych ludzi, którzy w sytuacji zagrożenia życia drugiej osoby nie zawahali się im ruszyć z pomocą, często z narażeniem własnego życia. Program zawierał wywiad z „bohaterem” oraz rekonstrukcję zdarzeń. Był prowadzony przez Piotra Bałtroczyka.
Pomysłodawcą programu i producentem była Małgorzata Nawrocka-Paszkowska a kierownikiem produkcji Zbigniew Góraj.